# 1983 aux États-Unis
Pour des articles plus généraux, voir Chronologie des États-Unis et 1983.
Chronologie des États-Unis
- 1979
- 1980
- 1981
- 1982
- 1983
- 1984
- 1985
- 1986
- 1987

Cette page concerne des événements d'actualité qui se sont produits durant l'année 1983 du calendrier grégorien aux États-Unis.

## Gouvernement
- Président : Ronald Reagan
- Vice-président : George H. W. Bush
- Secrétaire d'État : George Shultz
- Chambre des représentants - Président : Tip O'Neill   (Parti démocrate)

## Événements
- 3 janvier : éruption du Kīlauea à Hawaï.
- 6 janvier : Highway Revenue Act : augmentation de la fiscalité sur l'essence (qui passe de 4 à 9 cents le litre) et création d'une taxe de 10 % sur les péages. Cette loi doit assurer le financement des autoroutes qui datent pour certaines de plus de 20 ans.
- 15 janvier : le jour de naissance de Martin Luther King devient férié.
- 24 février : une commission spéciale du Congrès des États-Unis publie un rapport critique des pratiques d'internement des Japonais pendant la Seconde Guerre mondiale.
- 8 mars : devant un auditoire de fondamentalistes protestants, Ronald Reagan dénonce l’Union soviétique comme « l’empire du mal ».
- 23 mars : discours sur la sécurité nationale[1]. Pour briser la logique de « l’équilibre de la terreur », Reagan lance un programme défensif, l’Initiative de défense stratégique (IDS) baptisé par ses détracteurs « guerre des étoiles ». Il s’agirait de construire un bouclier antinucléaire impénétrable qui procurerait une « survie mutuelle assurée », au lieu de la « destruction mutuelle assurée » (MAD) de la dissuasion classique. Les critiques arguent qu’un tel système est déstabilisant, techniquement inefficace et onéreux, et qu’il risque de militariser l’espace. Les partisans de l’IDS remarquent que la MAD est immorale et que, du fait de la précision des missiles, les forces offensives sont vulnérables en cas d’attaque. En se lançant dans une course aux armements qui fait appel à la haute technologie, Reagan espère essouffler l’URSS attardée techniquement. 500 milliards de dollars seront alloués au projet en dix ans.
- 25 mars : le premier moonwalk du "roi de la pop" Michael Jackson pour le 25e anniversaire de la motown.
- 20 avril : Social Security Amendments Act : loi fiscale concernant la Sécurité sociale. Hausse des allocations sociales pour les retraités, les personnes seules et les chômeurs. Augmentation de 7,0 % des cotisations sociales. Le système de retraite par répartition datant du New Deal est transformé en système de retraite par capitalisation avec une hausse des cotisations retraites associées à un nouveau mode de calcul, l'OASDI (Invalidités, retraites, maladie, famille)[réf. nécessaire].
- 1er juillet[2] : grève des mineurs du cuivre de la compagnie Phelps Dodge (Arizona) à la suite d'une diminution des salaires, des primes et des mesures de sécurité.
- 5 août : Tax Equity and Fiscal Responsibility Act. Nouveau système de perception des taxes liées aux dividendes. Création du Caribbean Basin Initiative, accordant des tarifs commerciaux préférentiels à certains pays d'Amérique centrale. Nouvelle réduction de l'impôt sur le revenu (la 2e tranche passant à 11 % et les autres tranches étant diminuées de 1 point, à l'exception des dernières).
- 12 août : Railroad Retirement Revenue Act. Hausse des taxes de péages ferroviaires et des cotisations salariales dans les entreprises liées au secteur ferroviaire.
- 23 octobre : au Liban, deux attentats à la voiture piégée frappent des casernes françaises (56 morts) et américaines (239 morts).
- 26 octobre[3] : le Congrès des États-Unis décide d'arrêter le réacteur nucléaire à neutrons rapides (RNR) de Clinch River.
- Première exécution par injection intraveineuse aux États-Unis.

## Économie et société
- Le budget fédéral atteint 659,9 milliards de dollars.
- Le déficit public se creuse encore et atteint 179,0 milliards de dollars pour l'année fiscale 1983.
- 52 % des femmes travaillent en dehors du foyer.
- 5,2 % de déficit public
- 10,4 % de chômeurs
- 3,2 % inflation
- Très fort rebond de la croissance au printemps 1983 après chute de 3% du PIB en deux ans.

## Culture

### Cinéma

#### Films américains sortis en 1983
- 1er décembre : Scarface,  film de Brian De Palma

#### Autres films sortis aux États-Unis en 1983
- x

#### Oscars
- Meilleur film :
- Meilleur réalisateur :
- Meilleur acteur :
- Meilleure actrice :
- Meilleur film documentaire :
- Meilleure musique de film :
- Meilleur film en langue étrangère :

## Naissances en 1983
- 2 janvier : Kate Bosworth, actrice.
- 27 février : Kate Mara, actrice.
- 10 mars : Carrie Underwood, actrice et auteure-compositrice-interprète.
- 4 avril : Amanda Righetti, actrice et productrice.
- 10 avril : 
  - Jamie Chung,  actrice et mannequin.
  - Ryan Merriman, acteur.
- 11 mai : Emily Sharp, catcheuse (lutteuse professionnel).
- 24 août : Brett Gardner, joueur de baseball.

## Décès en 1983
- 4 février : Karen Carpenter, chanteuse (° 2 mars 1950).
- 1er juillet : Richard Buckminster Fuller, architecte, designer, futuriste, inventeur et auteur (° 12 juillet 1895).
- 31 juillet : John Cornelius Bresnahan, avocat et homme politique (° 14 novembre 1919).